# Игра в кальмара в реальной жизни на $456,000!
«Игра в кальмара в реальной жизни на $456,000!» (англ. $456,000 Squid Game in Real Life!) — видео на YouTube американского ютубера Джимми Дональдсона, известного на платформе как MrBeast. Видео, выпущенное 24 ноября 2021 года, представляет собой соревнование, основанное на играх, показанных в 2021 году в шоу Netflix «Игра в кальмара».
Дональдсон начал работу над видео в октябре 2021 года. Частично видео было профинансировано финским разработчиком видеоигр Supercell для продвижения своей мобильной игры Brawl Stars, видео обошлось в 3,5 миллион долларов США, из которых $2 миллиона было потрачено на декорации и производство, а $1,5 миллионов было отдано в качестве денежных призов участникам конкурса. Для видео Дональдсон воссоздал несколько декораций шоу. Как и в шоу, 456 игроков соревновались в серии игр, пока не остался только один.
После публикации видео 24 ноября 2021 года оно быстро набрало более 100 миллионов просмотров и стало самым просматриваемым видео MrBeast (без учета Shorts). По состоянию на сентябрь 2024 года  оно набрало более 650 миллионов просмотров. Издания похвалили Дональдсона за точное воссоздание декораций, но некоторые критики сочли видео неоригинальным и неправильно понимающим антикапиталистическую тематику «Игра в кальмара».

## Предыстория

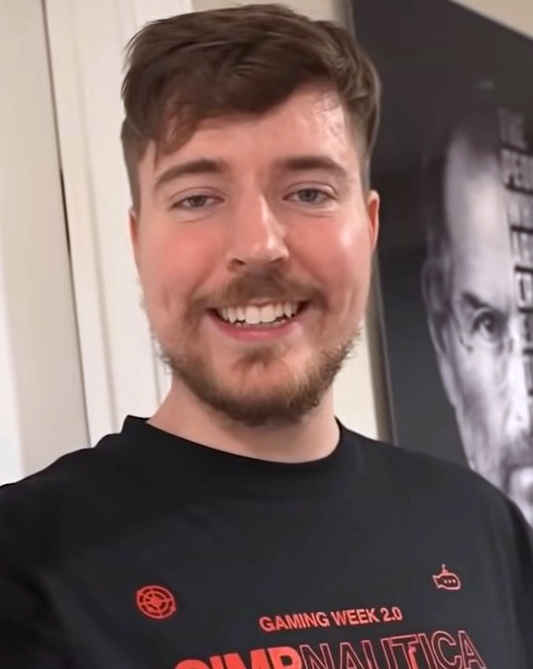
Дональдсон в 2021

«Игра в кальмара» — южнокорейский телесериал, разработанный Хван Дон Хёком и впервые вышедший на Netflix в 2021 году. В центре сериала — вымышленное игровое шоу, в котором 456 задолжавших участников соревнуются до смерти в вариантах традиционных детских игр, чтобы выиграть крупный денежный приз.
Джимми Дональдсон создал YouTube-канал MrBeast в 2012 году. Канал приобрел популярность в 2017 году благодаря трюкам и вызовам Дональдсона, которые, как правило, носят филантропический, амбициозный и дорогостоящий характер.

## Производство
11 октября 2021 года Дональдсон опубликовал в TikTok видео, в котором заявил, что воссоздаст «Игру в кальмара», если ролик наберет 10 миллионов лайков, что и было сделано. Работа над видео началась в середине октября. Ютубер Уильям Осман был нанят Дональдсоном, чтобы возглавить команду инженеров для создания  кровяных выделений, которые будут взрываться фальшивой кровью при устранении участника; Осману было дано три недели, чтобы доставить пятьсот устройств.
«Игра в кальмара в реальной жизни на $456,000!» обошлось в 3,5 миллиона долларов США. Видео было спонсировано и частично профинансировано Supercell для продвижения своей мобильной игры Brawl Stars.

## Видео

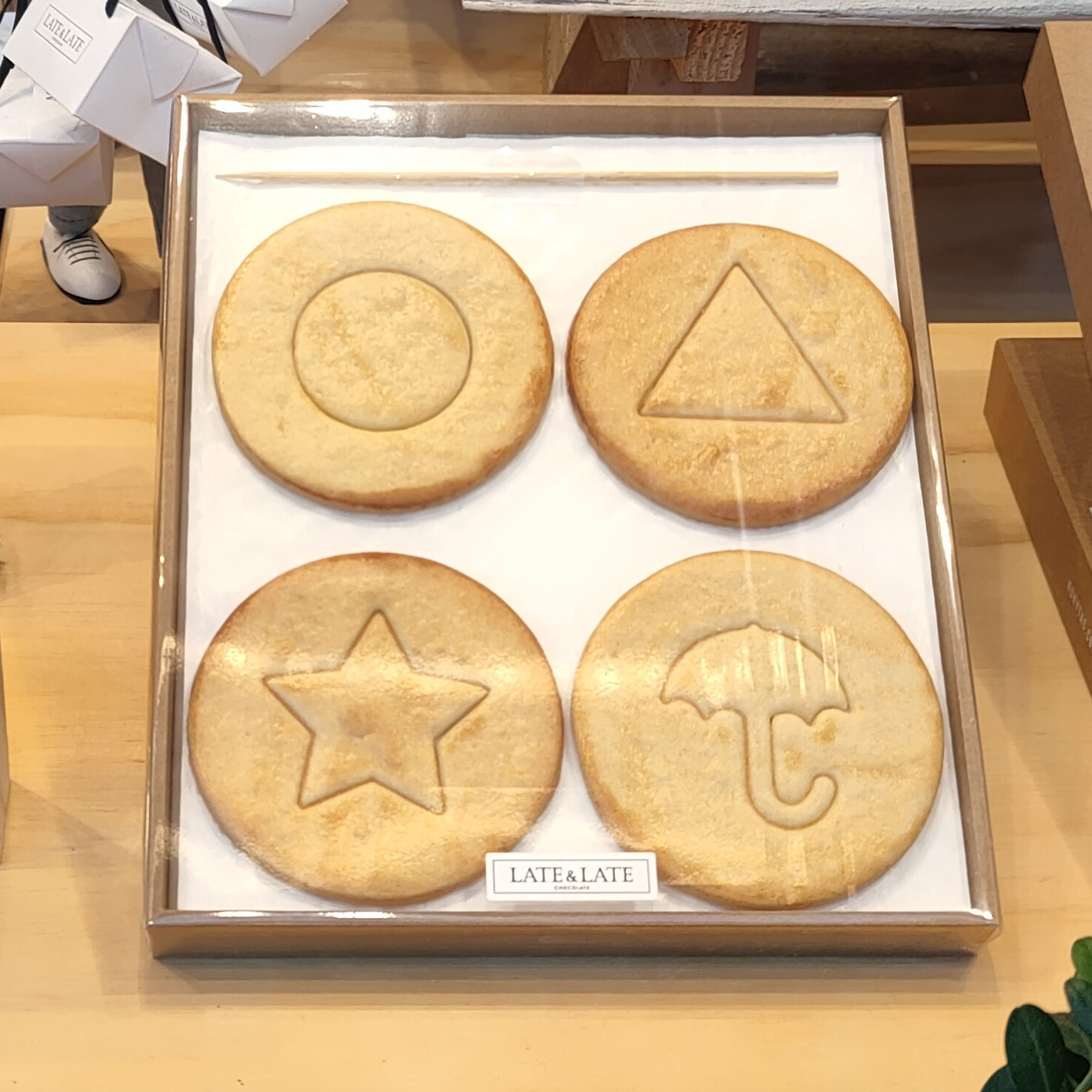
Дальгона, корейская конфета, используемая в качестве игрового раунда в видео и телешоу

«Игра в кальмара в реальной жизни на $456,000!» является воссозданием по мотивам «Игры в кальмара» и не претендует на пародию, согласно PC Gamer. Дональдсон разыграл 456 участников, а победителю был вручен приз в размере $456 000.

## Внешние ссылки
- $456 000 Squid Game в реальной жизни! на YouTube
- «Игра в кальмара в реальной жизни на $456,000!» (англ.) на сайте Internet Movie Database